# UTC+02:30
Az UTC+02:30 egy időeltolódás volt, amely két és fél órával volt előrébb a greenwichi középidőnél (GMT). Ma már egy terület sem használja.

## Korábban ezt az időeltolódást használó terület

### EurópaésÁzsia
- Oroszország

## Az egykor ebben az időeltolódásban lévő időzónáról
| Időzóna neve angolul | Időzóna neve magyarul |
| -------------------- | --------------------- |
| Moscow Mean Time     | Moszkvai idő          |

A 19. század során a Moscow Mean Time-ot vezették be Oroszországban.

## Fordítás
Ez a szócikk részben vagy egészben  az   UTC+02:30 című angol Wikipédia-szócikk ezen változatának fordításán alapul.  Az eredeti cikk szerkesztőit annak laptörténete sorolja fel. Ez a jelzés csupán a megfogalmazás eredetét és a szerzői jogokat jelzi, nem szolgál a cikkben szereplő információk forrásmegjelöléseként.